# 交響曲第4番 (ニールセン)
交響曲第4番 作品29, FS 76 は、カール・ニールセンが1914年から1916年にかけ作曲した交響曲である。作曲者自身によって『不滅』（または滅ぼし得ざるもの、デンマーク語: Det Uudslukkelige、英語：The Inextinguishable）という副題が与えられている。
4つの楽章の要素が移行していくという構成になっており、しばしば4楽章や2楽章の曲と誤解されるが、単一楽章の作品であり、2群のティンパニによる競演を特徴とし、ニールセンが手がけた交響曲の中でも特に劇的な作品と目されている。

## 副題
作曲者自身はデンマーク語で "Det Uudslukkelige" という副題を与えたが、これは日本語で「消し去り難いもの」や「滅ぼし得ぬもの」といった意味であり、日本では簡潔に『不滅』の副題で親しまれている。また、ドイツ語により "Das Unauslöschliche" と表記されることがままあり、原題が用いられることは比較的稀である。

## 楽曲
ニールセンの交響曲は、この第4番以降の作品において多調性を採用しており、『交響曲第6番』までの3つの交響曲については基本となる調が記されていない。これは古典的な交響曲のような、基本となる調を設定し、他の調との対比により構成する、という概念を排す意図からである。この第4番はニ短調の全奏部（Allegro）で始まり、クラリネットによるイ長調、間奏となる気楽な田舎風の曲想の第2部（Poco allegretto、ト長調）を経て、伝統的な緩徐楽章の役割は悲劇的な曲想の第3部（Poco adagio quasi andante）に譲られる。第4部（Allegro）では2群のティンパニが活躍し、結末においてホ長調となって締め括られる。
ニールセンの作品では最も演奏・録音の機会に恵まれているが、解釈に特有の問題があり、作曲家のロバート・シンプソンは著書において、主にテンポ設定に関してページ数を割いている。

## 楽器編成
フルート3（3番はピッコロ持ち替え）、オーボエ3、クラリネット3、ファゴット3（3番はコントラファゴット持ち替え）、ホルン4、トランペット3、トロンボーン3、テューバ、ティンパニ2人、弦楽5部

## 演奏時間
約35分。

## 初演
1916年2月1日、コペンハーゲンにて作曲者ニールセンの指揮により行われた。
日本での初演は1968年6月30日に秋山和慶指揮東京交響楽団により行われた。

## 登場するメディア作品
- 銀河英雄伝説 - 第4部が、劇場版第1作『我が征くは星の大海』前半の惑星レグニッツァ上空の戦いと、OVA第15話『アムリッツァ星域会戦』後半のアムリッツァ星域会戦において、戦闘中のBGMとして使用された。
- のだめカンタービレ
- 爆竜戦隊アバレンジャー - この曲をモチーフとするキャラクター『ギガノイドスコア第11番「不滅」』が登場する。